# Westminster (Texas)
Westminster è un census-designated place (CDP) degli Stati Uniti d'America della contea di Collin nello Stato del Texas. La popolazione era di 861 abitanti al censimento del 2010.

## Geografia fisica
Secondo lo United States Census Bureau, il CDP ha una superficie totale di 10,34 km², dei quali 10,32 km² di territorio e 0,02 km² di acque interne (0,18% del totale).

## Società

### Evoluzione demografica
Secondo il censimento del 2010, la popolazione era di 861 abitanti.

### Etnie e minoranze straniere
Secondo il censimento del 2010, la composizione etnica del CDP era formata dall'86,76% di bianchi, lo 0,46% di afroamericani, lo 0,58% di nativi americani, lo 0% di asiatici, lo 0% di oceanici, il 10,92% di altre razze, e l'1,28% di due o più etnie. Ispanici o latinos di qualunque razza erano il 19,4% della popolazione.